# Ioan Balog
Ioan Balog a fost un deputat român în legislatura 1990-1992, ales în județul Bihor pe listele partidului FSN începând de la data de 4 mai 1992, când l-a înlocuit pe deputatul Iosif Tocoian.